# Stolzenau
Stolzenau é um município da Alemanha localizado no distrito de Nienburg/Weser, estado de Baixa Saxônia.